# Gengiva

1.Dente 2.Esmalte dentário 3.Dentina 4.Polpa dentária 7.Cemento 12.Raiz 17.Periodonto 18. Gengiva 22.Ligamento periodontal

A gengiva é o tecido epitelial de tonalidade variando entre vermelho-claro e roxo  na cavidade bucal que reveste o osso alveolar (suporte ósseo dos dentes), constituindo parte da mucosa bucal. É subdividido em partes marginal e inserida, dependendo da região.
É formada por tecido fibroso coberto por mucosa. A gengiva propriamente dita, gengiva fixa,  está firmemente presa aos processos alveolares da maxila e mandíbula e aos colos dos dentes. Ela é rósea, pontilhada e queratinizada. A mucosa alveolar (gengiva livre) é, normalmente, vermelho-brilhante e não queratinizada.

## Classificação

### Macroscópico
Anatomicamente, a gengiva está dividida em gengiva marginal, gengiva inserida e áreas intermediárias.

#### Gengiva marginal
Gengiva marginal: Está a margem dos tecidos gengivais, circunda os dentes em forma de colarinho (arco côncavo), forma o sulco gengival e as papilas interdentais, é mais lisa que a gengiva inserida. Não está inserida a superfície do dente.
Epitélio: externo – oral paraqueratinizado
Interno sulcular – não queratinizado mas passível de queratinização

#### Gengiva inserida
Rósea, superfície opaca, consistência firme, textura pontilhada (Este aspecto é de grande importância sob o ponto de vista clínico, isto é, quando diante de um processo inflamatório os pontilhados desaparecem por causa do edema. É uma expressão de um comprometimento da gengiva aderida numa gengivite progressiva.) Resistente e fortemente inserida ao periósteo do osso alveolar através de fibras colágenas. Também conhecida como mucosa mastigatória. Vai da gengiva marginal até a mucosa do soalho da boca (pelo lado lingual) e da gengiva marginal até a união muco-gengival, pelo vestíbulo. A gengiva aderida mais larga é encontrada na região dos dentes anteriores e decresce desde a área do canino em direção aos dentes posteriores.
Exatamente na direção do epitélio juncional, onde se acha a aderência epitelial, encontra – se a ranhura gengival(G) que separa a gengiva marginal livre, da gengiva inserida.

### Microscópico

#### Epitélio
A gengiva é coberta por epitélio escamoso estratificado com características arquitetônicas específicas para as áreas relacionadas aos dente. Baseado nestas características o epitélio gengival pode ser dividido em:

#### Conjuntivo
A porção principal do tecido conjuntivo (lâmina própria) da gengiva livre e inserida consiste de densas redes de fibras de colágenos, que interdependentemente cumprem numerosas funções e provêem firmeza à gengiva e à inserção da gengiva ao cemento e ao osso alveolar subjacentes. As fibras de colágenos seguem em várias direções e, embora elas estejam intimamente combinadas, são classificadas em grupos com funções presumidas com bases na sua localização e inserção:
1. Circular - mantém contorno e posição da gengiva marginal livre.
2. Dentogengival - proporciona suporte gengival.
3. Alveologengival - prende a gengiva ao osso.
4. Periosteogengival - prende a gengiva ao osso.
5. Transeptal - mantém relacionamentos de dentes adjacentes, proteje o osso interproximal.
6. Transgengival - assegura o alinhamento dos dentes no arco.
7. Interpapilar - proporciona suporte para a gengiva interdental.
8. Intercircular - estabiliza os dentes no arco.
9. Intergengival - proporciona suporte e contorno da gengiva inserida

## Perda dos dentes
Conhecida como periodontite, é a segunda maior causa de perda dentária em adultos, perdendo apenas para a cárie, e, ao contrário desta, tem pouco efeito o uso do flúor. Há uma série de sintomas. O sangramento nas gengivas ocorre mais na parte da manhã, durante a escovação e em períodos durante o dia, sem horários fixos para acontecer. O portador sente como se fosse uma fisgada, parecida com uma dor de dente aguda e, em seguida, percebe o sangramento.
Há casos em que se acorda pela manhã com a boca cheia de pus e dores na gengiva, como se fossem aftas, mas, na verdade, não são. Encontramos bolsas de pus na gengiva que, se forem apertadas, comprimidas, facilmente vazam. Com o passar do tempo, temos o amolecimento dos dentes devido à formação de tártaro. Mesmo usando um produto específico, não se consegue contê-lo. Quando se encontra neste estágio, dificilmente se acha um caminho de volta, os ossos que fixam as raízes dos dentes começam a se retrair devido à infecção bucal. As raízes dos dentes começam a ter mais contato com o osso causando a perda total da dentição. O processo é indolor e imperceptivel. Quando menos esperamos, há a perda total da dentição.
As causas vão de má higiene dentária, até o excesso dela, fumo, stress, imunodeficiência e há até estudos que apontam os cremes dentais e sua abrasividade, em virtude do flúor, sulfato de sódio e outras substâncias, como agente adjuvante, porém tal teoria não foi comprovada. Uma boa higiene, sem excessos agressores da gengiva, com a quantidade certa de creme dental, posto de forma paralela na escova, bons hábitos alimentares e a fuga do cigarro, podem evitar esse problema sério.

## Padrões bacterianos
As bactérias associadas à saude gengival e a várias formas de doença periodontal vêm sendo estudadas detalhadamente durante os últimos 20 anos. Em vista da disponibilidade de fundos para pesquisas e especulações estimulantes sobre o papel da bactéria específica na doença periodontal, a maior parte destes dados foram originados durante os anos 80. As técnicas disponíveis naquela época não permitiram a caracterização detalhada de diferentes genótipos das bactérias que podem ser distintamente diferentes em termos de potencial patogênico, mas que parecem muito similares quando criadas em laboratório. Por exemplo, a associação entre a Prevotella intermedia e a periodontite tem sido confusa. O que foi anteriormente identificada como P. intermedia, agora inclui pelo menos dois genótipos diferentes. Estes genótipos diferentes parecem ter associações diferentes com a doença que pode explicar a confusão passada. Como resultado, grande parte da informação disponível hoje em dia na microbiologia das doenças periodontais, deveria ser considerada como padrões ecológicos.

### Saúde subgengival
Nas áreas gengivais que são clínicamente saudáveis ou relativamente saudáveis, o padrão bacteriano é consistente com o descrito para a placa supragengival relativamente imatura. Estreptococos, espécies Actinomyces, em especial as espécies Actinomyces viscosus e Actinomyces naelundii, e Actinomyces veillonela são responsáveis pela maioria das bactérias que podem ser germinadas na saúde gengival. Se uma amostra de placa retirada da gengiva saudável for examinada numa lâmina única, com o uso de contraste de fase, ou microcópio de campo escuro, as bactérias encontradas parecem ser basicamente imóveis, com um índice de formas móveis para imóveis de 1:40. Apesar de muitas espécies de bactérias serem isoladas das amostras da placa subgengival das pessoas com gengiva saudável, estas bactérias são basicamente menores ou componentes transitórios de uma placa dental em amadurecimento. Algumas espécies bacterianas que se acredita serem patógenas periodontais, podem ser encontradas em combinação com a saúde gengival. Além disso, a microflora subgengival das áreas que foram recentemente raspadas e tiveram alisamento da raiz, é similar à observada na saúde gengival.